# Stretto di Kara
Lo stretto di Kara (in russo Карские Ворота, Karskie Vorota) è un braccio di mare nel nord della Russia, lungo circa 45 km, compreso tra la punta meridionale dell'arcipelago di Novaja Zemlja e la punta settentrionale dell'isola di Vajgač. Collega tra loro il mare di Kara e il mare della Pečora (parte del mare di Barents).
La costa su entrambi i lati è alta e rocciosa, lo stretto ha una lunghezza di 33 km e una larghezza minima di 45 km, la profondità varia dai 7 m nelle secche Perseo (a nord-ovest) fino a un massimo di circa 200 m nella parte orientale. Di solito le acque sono coperte dal ghiaccio per gran parte dell'anno, ma in anni più caldi, per una forte influenza della calda corrente del Golfo, possono essere prive di ghiaccio per la maggior parte dell'inverno. 
Lo stretto di Kara è stato un'importante rotta marittima nei primi anni dell'esplorazione del passaggio a nord-est.